# Saint-Aulaye
Saint-Aulaye (en occitano Senta Eulàlia) era una comuna francesa situada en el departamento de Dordoña, de la región de Nueva Aquitania, que el 1 de enero de 2016 pasó a ser una comuna delegada de la comuna nueva de Saint-Aulaye-Puymangou al fusionarse con la comuna de Puymangou.

## Demografía
| Gráfica de evolución demográfica de Saint-Aulaye entre 1800 y 2013 |
|                                                                    |

Los datos demográficos contemplados en este gráfico de la comuna de Saint-Aulaye se han cogido de 1800 a 1999 de la página francesa EHESS/Cassini, y los demás datos de la página del INSEE.